# Серапион Кожејезерски
Серапион Кожеезерски (рођ. Турсас Ксангарович Гавирович, по крштењу Сергије; -1611) - светитељ Руске православне цркве; оснивач и градитељ Богојављенског манастира Кожезерског у Каргопољском округу Олоњецке епархије 1565-1611 .

## Биографија
Године 1552., након заузимања града Казања током Трећег казанског похода и освајања Казанског краљевства од стране војске под командом Ивана Грозног, много је било заробљених Татара, укључујући младог казанског кана Турсаса Ксангаровича (или Гавировича), настанио се у Москви у кући бојара Захарија Ивановича Очина - Плешчејева, ожењеног, по вољи краља, астраханском принцезом Ељакши (у крштењу - Јулијаном [3] [6]). Заједно са осталима крштен је и кан Турсас, који је на крштењу добио име Сергије .
Заљубивши се у нову православну веру, Сергије реши да се посвети монашком животу; убрзо је отишао да путује у манастире, тражећи пусто место „за тишину“.

## Кожеозерски манастир
Око 1565. године, после четрнаест година лутања, Сергије је пронашао пустињака Нифонта на дивљем острву на језеру Коже и остао код њега [9]. Заједно са њим и монахом Авраамом основао је скит Кожеозерск, где је живео око 18 година, једући биље и бобице, и монашки постриг са именом Серапион.
Када се сакупио довољан број монаха, Нифонт је отишао у Москву да тражи земљиште за манастир, али је тамо умро не довршивши свој план; сазнавши за погибију сарадника, Серапион је и сам отишао у владарев двор. На захтев оца Серапиона, 30. септембра 1585. године, Кожеезерском манастиру је дата царска повеља, којом је манастиру додељено земљиште „на све стране четири миље“ .
Подигао је две цркве, Богојављенску и Благовештенску, и постављен за првог градитеља манастира; Патријарх Јов је дао оцу Серапиону свете антимензије[11]. Када су из Москве почели да се шаљу осрамоћени људи у манастир, 1595. године Серапион је писао цару да „старци немају шта да једу“; тада је цар целе Русије Фјодор Иванович ослободио манастир многих пореза и дажбина .
На крају свог живота Серапион је претрпео многа узнемиравања и увреде од братије манастира. Године 1608. у манастиру је установљено игуманство, али је Серапион избегао ову титулу и његов ученик и колега Аврамије је постављен за игумена манастира .
Упокојио се 27. јуна (7. јула) 1611. године „оставивши иза себе до 40 монаха у свом манастиру “.